# Dorothy Greenhough-Smith
Dorothy Vernon Greenhough-Smith (Yarm, Inglaterra, 27 de setembro de 1882 – Royal Tunbridge Wells, Inglaterra, 9 de maio de 1965) foi uma patinadora artística britânica. Ela conquistou uma medalha bronze olímpica em 1908.

## Principais resultados
| Resultados                                            | Resultados    | Resultados        | Resultados      | Resultados       | Resultados      | Resultados    | Resultados    | Resultados    | Resultados    | Resultados    | Resultados    | Resultados    |
| Internacional                                         | Internacional | Internacional     | Internacional   | Internacional    | Internacional   | Internacional | Internacional | Internacional | Internacional | Internacional | Internacional | Internacional |
| Evento/Temporada                                      | 1905– 1906    |                   | 1907– 1908      |                  | 1910– 1911      | 1911– 1912    |               |               |               |               |               |               |
| ----------------------------------------------------- | ------------- | ----------------- | --------------- | ---------------- | --------------- | ------------- | ------------- | ------------- | ------------- | ------------- | ------------- | ------------- |
| Jogos Olímpicos                                       |               | Medalha de bronze |                 |                  |                 |               |               |               |               |               |               |               |
| Campeonato Mundial                                    | 5.ª           |                   |                 | Medalha de prata |                 |               |               |               |               |               |               |               |
| Nacional                                              |               |                   |                 |                  |                 |               |               |               |               |               |               |               |
| Campeonato Britânico                                  |               |                   | Medalha de ouro |                  | Medalha de ouro |               |               |               |               |               |               |               |
|                                                       |               |                   |                 |                  |                 |               |               |               |               |               |               |               |
| Legenda: Competição não foi disputada nesta temporada |               |                   |                 |                  |                 |               |               |               |               |               |               |               |